# Briefmarken-Jahrgang 1974 der Deutschen Bundespost
Der Briefmarken-Jahrgang 1974 der Deutschen Bundespost umfasste 35 Sondermarken, davon war eine Briefmarke nur als Briefmarkenblock erhältlich.
Alle seit dem 1. Januar 1969 ausgegebenen Briefmarken waren unbeschränkt frankaturgültig, es gab kein Ablaufdatum wie in den vorhergehenden Jahren mehr.
Durch die Einführung des Euro als europäische Gemeinschaftswährung zum 1. Januar 2002 wurde diese Regelung hinfällig.
Die Briefmarken dieses Jahrganges konnten allerdings bis zum 30. Juni 2002 genutzt werden. Ein Umtausch war noch bis zum 30. September in den Filialen der Deutschen Post möglich, danach bis zum 30. Juni 2003 zentral in der Niederlassung Philatelie der Deutschen Post AG in Frankfurt.

## Liste der Ausgaben und Motive
Legende
- Bild: Eine bearbeitete Abbildung der genannten Marke. Das Verhältnis der Größe der Briefmarken zueinander ist in diesem Artikel annähernd maßstabsgerecht dargestellt. Sollten keine Marken abgebildet sein, liegt es daran, dass das Urheberrecht des Künstlers noch nicht erloschen ist.
- Beschreibung: Eine Kurzbeschreibung des Motivs und/oder des Ausgabegrundes. Bei ausgegebenen Serien oder Blocks werden die zusammengehörigen Beschreibungen mit einer Markierung versehen eingerückt.
- Wert: Der Frankaturwert der einzelnen Marke in Pfennig. Ein „+“ bedeutet, dass es sich um eine Zuschlagsmarke handelt (= Frankaturwert + Spende).
- Ausgabedatum: Das Datum des erstmaligen Verkaufs dieser Briefmarke.
- Auflage: Soweit bekannt, wird hier die zum Verkauf angebotene Anzahl dieser Ausgabe angegeben.
- Entwurf: Soweit bekannt, wird hier angegeben, von wem der Entwurf dieser Marke stammt.
- Mi.-Nr.: Diese Briefmarke wird im Michel-Katalog unter der entsprechenden Nummer gelistet.

| Sondermarken                    | |                  |                       |            |                                                                    |              |
| Bild                            | Beschreibung | Werte in Pfennig | Ausgabe- datum (1974) | Auflage    | Entwurf                                                            | MiNr.        |
|                                 | Bedeutende deutsche Frauen - Louise Otto-Peters (1819–1895), Schriftstellerin und Mitbegründerin der deutschen Frauenbewegung | 40               | 15. Januar            | 20.000.000 | H. und S. Förtsch                                                  | 791          |
|                                 | - Helene Lange (1848–1930), Pädagogin und Mitbegründerin der deutschen Frauenbewegung, Frauenrechtlerin | 40               | 15. Januar            | 20.000.000 | H. und S. Förtsch                                                  | 792          |
|                                 | - Gertrud Bäumer (1873–1954), Frauenrechtlerin und Politikerin | 40               | 15. Januar            | 20.000.000 | H. und S. Förtsch                                                  | 793          |
|                                 | - Rosa Luxemburg (1871–1919), Vertreterin der europäischen Arbeiterbewegung und des proletarischen Internationalismus | 40               | 15. Januar            | 20.000.000 | H. und S. Förtsch                                                  | 794          |
|                                 | 700. Todestag von Thomas von Aquin (* um 1225, † 1274) Dominikaner, Philosoph und Theologe | 40               | 15. Februar           | 32.850.000 | Städler                                                            | 795          |
|                                 | Rehabilitation Behinderter Silhouetten, Behinderter im Rollstuhl umgeben von Gesunden | 40               | 15. Februar           | 30.000.000 | Langer                                                             | 796          |
|                                 | Blutspendedienst in Verbindung mit Unfallrettungsdienst Blutstropfen und Blaulicht | 40               | 15. Februar           | 30.650.000 | Langer                                                             | 797          |
|                                 | Deutscher Expressionismus - Franz Marc, Die roten Rehe | 30               | 15. Februar           | 30.100.000 | Bundesdruckerei                                                    | 798          |
|                                 | - Alexej von Jawlensky, Kopf in Blau | 40               | 15. Februar           | 30.575.000 | Bundesdruckerei                                                    | 799          |
|                                 | Für die Jugend, Elemente internationaler Jugendarbeit - Jugend beim Aufbau | 25+10            | 17. April             | 4.836.000  | Peter Lorenz                                                       | 800          |
|                                 | - Jugend Folklore | 30+15            | 17. April             | 4.910.000  | Peter Lorenz                                                       | 801          |
|                                 | - Jugend lernt | 40+20            | 17. April             | 4.976.000  | Peter Lorenz                                                       | 802          |
|                                 | - Jugend forscht | 70+35            | 17. April             | 4.744.000  | Peter Lorenz                                                       | 803          |
|                                 | Europamarken, Skulpturen - Wilhelm Lehmbruck, Emporsteigender Jüngling | 30               | 17. April             | 50.000.000 | Bruno K. Wiese                                                     | 804          |
|                                 | - Wilhelm Lehmbruck, Kniende | 40               | 17. April             | 68.200.000 | Bruno K. Wiese                                                     | 805          |
|                                 | 250. Geburtstag von Immanuel Kant (1724–1804) Philosoph | 90               | 17. April             | 81.400.000 | Karl Hans Walter                                                   | 806          |
|                                 | Briefmarkenblock – 25 Jahre Bundesrepublik Deutschland geprägter Bundesadler und Schwarz-Rot-Gold | 40               | 15. Mai               | 14.295.000 | Langer                                                             | Block 10 807 |
|                                 | Wandern abstrakte Landschaft | 30               | 15. Mai               | 25.132.000 | Rolf Lederbogen                                                    | 808          |
|                                 | 250. Geburtstag von Friedrich Gottlieb Klopstock (1724–1803) Dichter | 40               | 15. Mai               | 30.650.000 | Ewald Sauer                                                        | 809          |
|                                 | 125 Jahre Diakonie Kronenkreuz, das Zeichen der Diakonie | 40               | 15. Mai               | 31.450.000 | Rolf Lederbogen                                                    | 810          |
|                                 | Fußball-Weltmeisterschaft 1974 in Deutschland - Torwart | 30               | 15. Mai               | 31.900.000 | Erwin Poell                                                        | 811          |
|                                 | - Spielszene | 40               | 15. Mai               | 33.200.000 | Erwin Poell                                                        | 812          |
|                                 | 450. Todestag von Hans Holbein dem Älteren (* um 1465, † um 1524) Maler der Renaissance | 50               | 16. Juli              | 30.800.000 | Paul Froitzheim                                                    | 813          |
|                                 | Amnesty International gebrochenes Gitter eines Gefängnisfensters | 70               | 16. Juli              | 21.750.000 | Christof Gassner                                                   | 814          |
|                                 | 200. Geburtstag von Caspar David Friedrich (1774–1840) Mann und Frau den Mond betrachtend | 50               | 16. August            | 30.500.000 | Beat Knoblauch                                                     | 815          |
|                                 | Deutscher Expressionismus - August Macke, Mädchen unter Bäumen | 30               | 16. August            | 31.300.000 | Bundesdruckerei                                                    | 816          |
|                                 | - Erich Heckel, Schlafender Pechstein | 50               | 16. August            | 29.300.000 | Bundesdruckerei                                                    | 817          |
|                                 | Wohlfahrtsmarken: Blumen - Prachtnelke, Dianthus superbus | 30+15            | 15. Oktober           | 9.409.000  | Heinz Schillinger                                                  | 818          |
|                                 | - Roter Fingerhut, Digitalis purpurea | 40+20            | 15. Oktober           | 10.992.000 | Heinz Schillinger                                                  | 819          |
|                                 | - Malven, Malva | 50+25            | 15. Oktober           | 14.190.000 | Heinz Schillinger                                                  | 820          |
|                                 | - Glockenblumen, Campanula | 70+35            | 15. Oktober           | 6.650.000  | Heinz Schillinger                                                  | 821          |
|                                 | Deutscher Expressionismus - Max Beckmann, Großes Stillleben mit Fernrohr | 70               | 29. Oktober           | 20.875.000 | Bundesdruckerei                                                    | 822          |
|                                 | - Ernst Ludwig Kirchner, Alter Bauer | 120              | 29. Oktober           | 8.750.000  | Bundesdruckerei                                                    | 823          |
|                                 | Weihnachtsmarke - Weihnachtsstern, Euphorbia pulcherrima | 40+20            | 29. Oktober           | 8.137.000  | Heinz Schillinger                                                  | 824          |
|                                 | 100 Jahre Weltpostverein Zwei Briefkästen aus Deutschland und der Schweiz aus dem 19. Jahrhundert | 50               | 29. Oktober           | 30.750.000 | Kühlborn                                                           | 825          |
| Postkarte mit Sonderwertstempel | |                  |                       |            |                                                                    |              |
| Bild                            | Beschreibung | Werte in Pfennig | Ausgabe- datum (1974) | Auflage    | Entwurf                                                            | MiNr.        |
|                                 | Sonderwertstempel (Ganzsache) 25 Jahre Bundesrepublik Deutschland, 1974 (Phönix-Relief am Eingang des Bundeshauses, Bonn). Offsetdruck, Vordruck Vorderseite dunkelbraun, Rückseite Unterschriften zum Grundgesetz, eingefasst mit je 5 mm breiten Rechtecken schwarze rot gelb. Anmerkung: Der Sonderwertstempel (Briefmarkenmotiv) wurde nur auf der Postkarte gedruckt. Gegenüber den anderen Briefmarken und Postkarten enthält diese nicht den Schriftzug „Deutsche Bundespost“, sondern: „Bundesrepublik Deutschland“ | 30               | 15. Mai               | 1.601.000  | Phönix-Relief von Odo Tattenpach am Eingang des Bundeshauses, Bonn | PSo 4        |